# Saint-Michel-de-Double
Saint-Michel-de-Double è un comune francese di 269 abitanti situato nel dipartimento della Dordogna nella regione della Nuova Aquitania.

## Società

### Evoluzione demografica
Abitanti censiti